# Widesbron
Widesbron eller Videsbron är en balkbro i betong, som utgör Västra vägens sträckning över Selångersån mellan Åkroken och Västhagen i Sundsvall. Intill bron står ett minnesmärke över slaget vid Selånger 1721 då svenska trupper vid platsen för dagens bro försökte försvara Sundsvall mot anfallande ryska trupper i slutskedet av Stora nordiska kriget. Bron som fanns där utgjorde stadens västra port.  

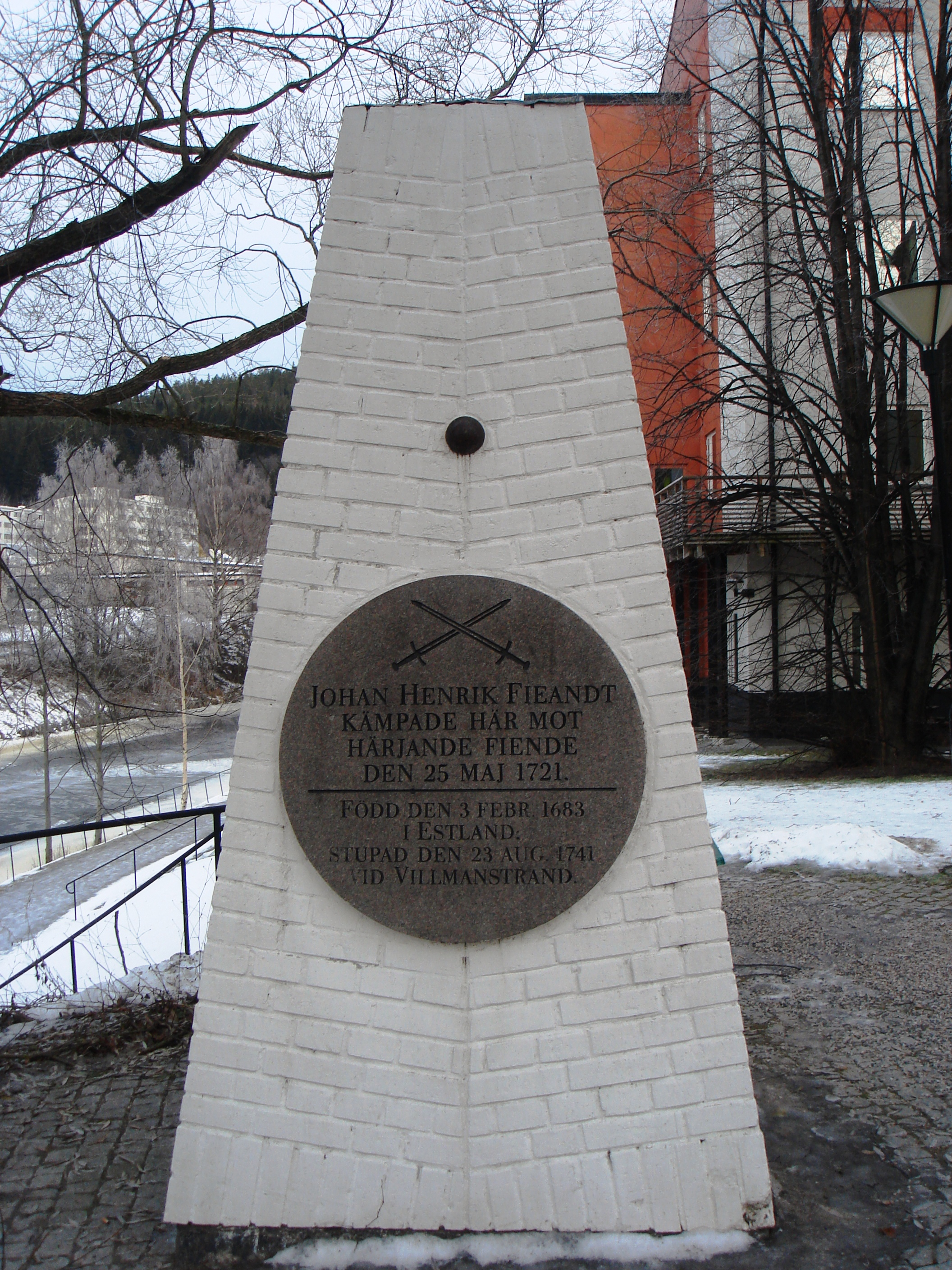
Minnessten över Slaget vid Selånger intill östra brofästet. Del av bron i bakgrunden.